# Slagtepræmie
 Der er for få eller ingen kildehenvisninger i denne artikel, hvilket er et problem. Du kan hjælpe ved at angive troværdige kilder til de påstande, som fremføres i artiklen.

Slagtepræmien, førhen handyrpræmie, er et tilskud til danske landmænd, som skal sikre en fortsat produktion af slagtekvæg hos danske landmænd, samt understøtte slagteriernes råvareforsyning og fastholdelse af arbejdspladser på slagterierne.
Støtten kommer fra EU's landbrugsstøtte og markedsordningen (søjle I).
Handyrpræmien overgik i 2015 til at hedde slagtepræmie. Førhen var der kun præmie på tyre og stude. Grunden til at det skiftede, var en politisk aftale, koblet op på ønsket om at begrænse eksporten af spædkalve, for at minimerer lange dyretransporter til udlandet, primært Holland. Præmien har derfor til formål at gøre det mere økonomisk rentabelt at beholde kalvene i Danmark til opdræt og slagt frem for at eksportere dem. 
Kvægbrugets Task Force har et mål om, at mindst 65.000 flere kalve skal opfedes og slagtes i Danmark i 2020.
Et af kravene, for at opnå præmien, omfatter en øvre aldersgrænse på 30 måneder for tyre/stude og 16 måneder for kvier. Grunden til at den er sat lavere for kvier, er for at undgå at støtte udsætterkvier og unge køer.

## Tilskuddets størrelse
Der bliver afsat 245 mio. Kr. årligt til slagtepræmier. Mængden af penge som årligt bliver afsat til slagtepræmier varierer fra år til år, og det afhænger af eurokursen, og det samlede antal ansøgte dyr. Den endelige præmie pr. Dyr fastsættes først i februar måned efter ansøgningsåret og ender typisk mellem 700 kr. og 900 kr. pr dyr. Som følge af øgning af det samlede beløb til ordningen i 2021 fra 180 mio. kr til 245 mio. kr, forventes beløbet pr. dyr at blive 1000 kr. - 1200 kr.  

## Krav og betingelser for opnåelse af tilskud.
- Man skal være tilmeldt slagtepræmie ordningen ved Fødevareministeriets for at få del i præmien.
- Hvis man råder over landbrugsjord, skal man hvert år anmelde sine landbrugsarealer i Fællesskema. Det gælder også, selv om man ikke søger om støtte for arealerne.
- Man kan få præmie for kvier(hundyr) under 16 måneder og tyre og stude (kastreret tyre) under 30 måneder, der enten slagtes på et godkendt dansk slagteri eller udføres til slagtning i et andet EU-land.
- Kvier omfatter kviekalve under 12 måneder og kvier mellem 12 og 16 måneder.
- Tyre omfatter tyrekalve under 12 måneder, ungtyre mellem 12 og 24 måneder og tyre fra 24 til 30 måneder. Ved slagtning i Danmark skal den slagtede vægt være på mindst 160 kg. Ved udførsel til slagtning i et andet EU-land, skal dyret være mindst 8 måneder gammelt.
- Dyret skal have opholdt sig på ansøgeres bedrift, i en periode på mindst 2 måneder af de sidste 3 måneder før slagtning i Danmark eller udførsel til slagtning i et andet EU-land.
- Dyret skal kunne identificeres med korrekte øremærker og korrekt registreret i CHR.
- Man skal slagte mindst 5 præmieberettigede dyr til et dansk slagteri eller til udførsel til slagtning i et andet EU-land i kalenderåret.
- Den samlede slagtepræmie skal for hvert år udgøre mindst 300 EUR (ca. 2.240kr.), medmindre man får udbetalt støtte for mindst 2,00 ha efter grundbetalingsordningen det pågældende år.
- Når man er tilmeldt slagtepræmieordningen, bliver oplysninger om slagtning af støtteberettigede dyr på et godkendt slagteri i Danmark automatisk overført til Landbrug- og Fiskeristyrelsen, man skal altså ikke selv søge om støtte for de enkelte dyr.
- Ved udførsel af dyr til slagtning i et andet EU-land gælder en særlig ansøgningsprocedure.